# John Franklin Fort

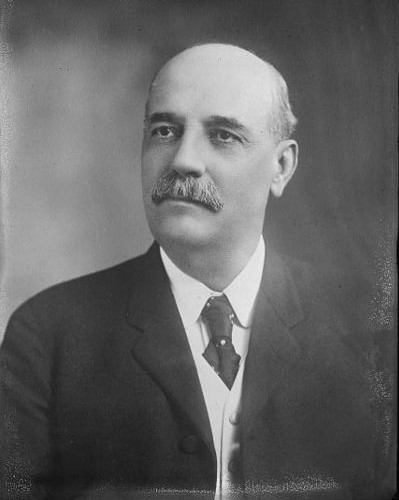
John Franklin Fort

John Franklin Fort (* 20. März 1852 in Pemberton, Burlington County, New Jersey; † 17. November 1920 in South Orange, New Jersey) war ein US-amerikanischer Politiker und von 1908 bis 1911 Gouverneur des Bundesstaates New Jersey.

## Frühe Jahre und politischer Aufstieg
John Fort war Neffe von George Franklin Fort, der zwischen 1851 und 1854 Gouverneur von New Jersey gewesen war. John besuchte das Pennington Seminary und dann bis 1872 die Albany Law School, an der er Jura studierte. Danach begann er eine juristische Laufbahn. Zwischen 1878 und 1883 gehörte er dem Bezirksgericht von Newark an.   
Fort wurde Mitglied der Republikanischen Partei, deren Bundesparteitage er in den Jahren 1884 und 1896 als Delegierter besuchte. In New Jersey war er Vorsitzender der regionalen Parteitage der Jahre 1889 und 1895. Im Jahr 1894 war er Mitglied einer Kommission zur Überarbeitung der Staatsverfassung von New Jersey. 1896 wurde John Fort Richter an einem Berufungsgericht im Essex County und von 1900 bis 1907 war er Richter am New Jersey Supreme Court. Am 5. November 1907 wurde er zum neuen Gouverneur seines Staates gewählt, wobei er sich mit 49:47 Prozent der Stimmen gegen den Demokraten Frank S. Katzenbach durchsetzte.

## Gouverneur von New Jersey und weiterer Lebenslauf
John Fort trat sein neues Amt am 21. Januar 1908 an. In seiner dreijährigen Amtszeit bis zum 17. Januar 1911 wurde das Haushaltsdefizit abgebaut und ein Bildungsministerium geschaffen. Außerdem wurde das Straßennetz des Staates ausgebaut. Nach dem Ende seiner Amtszeit blieb Fort politisch aktiv. Im Jahr 1912 schloss er sich kurzzeitig der von Theodore Roosevelt gegründeten Progressiven Partei an, deren Parteitag er als Delegierter besuchte. 1914 wurde er Sondergesandter in der Dominikanischen Republik; ein Jahr später nahm er dieselbe Stellung auf Haiti ein. 1917 wurde er von Präsident Woodrow Wilson zum Vorsitzenden der Federal Trade Commission ernannt. Dieses Amt übte er bis November 1919 aus. Dann trat er aus gesundheitlichen Gründen zurück. Gouverneur John Fort starb ein Jahr später im November 1920. Mit seiner Frau Charlotte Stainsby hatte er drei Kinder. Darunter war der Sohn Franklin (1880–1937), der zwischen 1925 und 1931 Kongressabgeordneter für New Jersey war.